# Klaus Fichtel
Klaus Fichtel (Castrop-Rauxel, 19 november 1944) is een Duits gewezen voetballer die speelde als verdediger.
Hij begon zijn professionele carrière bij FC Schalke 04 en na vier jaar bij Werder Bremen keerde hij terug naar Schalke. In totaal speelde hij 552 wedstrijden (14 doelpunten) in de Bundesliga. Tevens speelde hij 42 keer in de 2. Bundesliga in een van zijn vier jaar bij SV Werder Bremen.
Fichtel speelde 23 interlands in vier jaar met West-Duitsland tussen 1967 en 1971. Hij scoorde een doelpunt tegen Schotland in 1969. Hij maakte deel uit van de West-Duitse ploeg op het Wereldkampioenschap 1970, spelend in vijf wedstrijden tijdens het toernooi.
Als trainer was Fichtel van 1984 tot 1989 werkzaam als assistent-trainer bij FC Schalke 04. Hierna vervulde hij van 1987 tot 2011 de functie scout bij dezelfde club.